# Angelato de metila
Angelato de metila, ou éster metílico do ácido angélico (ácido cis-alfa-metilcrotônico), é o composto orgânico de fórmula C6H10O2, massa molecular 114,14, classificado com o número CAS 5953-76-4, presente nas plantas das famílias magnoliales, magnoliaceae, nymphaeales e nymphaeaceae, sendo que o ácido angélico é extraído da angélica (Angelica archangelica linn.).
Pode ser preparado sinteticamente a partir  do ácido tíglico.